# Сердюк, Николай Иванович
Николай Иванович Сердюк — советский хозяйственный, государственный и политический деятель, Герой Социалистического Труда.

## Биография
Родился в 1933 году в деревне Голубки. Член КПСС.
С 1947 года — на хозяйственной, общественной и политической работе. В 1947—1994 гг. — колхозник, токарь на заводе № 166 Министерства авиационной промышленности СССР, военнослужащий Советской Армии, токарь в 21-м цехе завода № 166 Минавиапрома СССР, токарь производственного объединения «Полёт» Министерства общего машиностроения СССР.
Указом Президиума Верховного Совета СССР от 2 октября 1975 года присвоено звание Героя Социалистического Труда с вручением ордена Ленина и золотой медали «Серп и Молот».
Делегат XXV и XXVII съездов КПСС.
Умер в Омске в 2017 году. Похоронен на Старо-Восточном кладбище.